# Seeds Record
Seeds Record（シーズ・レコード、のちに Seeds Records）は、日本のネオアコバンド b-flower が自主レーベルとして立ち上げたインディーズ・レコードレーベルである。

## 概要
1991年に、b-flowerのメンバーにより京都で立ち上げられ、その第一弾としてリリースされたのが、バンドのデビューEP 『日曜日のミツバチ』である。その後のバンドのメジャーリリース中は、同レーベルのリリース活動は途絶えていたが、バンドが京都に戻った1999年に再起動された。
ちなみに『Seeds』というレーベル名は、バンド名の一部である「flower（花）」の前身である「seeds（種）」という意味と、バンドが音楽的に影響を受けた英国のインディーズ・レコードレーベルであるチェリー・レッド・レコードが1987年に出した一連のコンピレーション・アルバムのシリーズ名『SEEDS』とをかけたものである。

## リリース・リスト
- SEEDS-001 : 日曜日のミツバチ - b-flower
- SEEDS-002 : The Sebastians - The Sebastians
- SEEDS-003 : 夏休み "Summer Feeling" - Five Beans Chup
- SEEDS-004 : Love Wonderland - Humming Toad
- SEEDS-005 : The First Day of Summer - Five Beans Chup
- SEEDS-006 : Love Under The Lily Pad - Humming Toad
- SEEDS-007 : 33 Minutes Before the Light - Livingstone Daisy
- SEEDS-008 : 彼は誰時、極月の魚 - SARO

## 備考
- メンバーの八野によると、自主レーベルの立ち上げ自体は、同じく英国で7インチシングルを中心にリリースしていたブリストルのインディーズ・レコードレーベルのサラ・レコード（Sarah Records）に「インスパイアされた」という。（サラ・レコードの）「家内制手工業的たたずまいは、一介のド・インディーバンドに『自主制作シングルの発売』という勇気を与えてくれた」（八野）。[1]